# Richard Schirrmann
Richard Schirrmann (Grunenfeld, Prusia Oriental, 15 de mayo de 1874 - Grävenwiesbach, Hesse, 14 de diciembre de 1961) fue un maestro alemán, conocido por haber sido el iniciador de la red de albergues de juventud.
A partir de 1907, cuando fue maestro en el Ruhr, tomó la iniciativa de transformar su clase en dormitorio común, para así poder acoger grupos de jóvenes durante las vacaciones escolares. En 1911, creó el primer albergue de juventud, en el castillo de Altena, en Westphalia, gracias a ayudas recibidas para apoyar este proyecto. La idea de Schirrmann era la de dar estadía, mediante una participación económica mínima, tanto a adolescentes como a niños, aunque este beneficio pronto también se extendió a jóvenes obreros y a estudiantes.
Este sistema pronto se desarrolló y se extendió por otros países, primeramente por Escandinavia y Europa Central, y después de la Primera Guerra Mundial también por Reino Unido y Estados Unidos. Fue Marc Sangnier el pionero en cuanto a los albergues de juventud en Francia, a partir de 1929.
Este movimiento laico ciertamente tomó varios elementos del escultismo (el cual también se hallaba en el primer tercio del siglo XX en plena expansión y desarrollo), tales como los que se citan a continuación : vida en contacto con la naturaleza, actividades con interés educativo, compañerismo, etc. Pero la principal diferencia entre los albergues de juventud y el escultismo, fue que el primero recibió influencias de comunistas y socialistas, léase también anarquistas. Los albergues juveniles fueron también, en el período entre guerras, un importante enclave de pacifismo y tolerancia; con posterioridad, el movimiento desarrolló sus propias características, perdiendo su orientación política, y solamente conservando su orientación lúdica, educativa, deportiva, y de contacto con la naturaleza.